# Volksbank Kamen-Werne
Die Volksbank Kamen-Werne eG war eine Genossenschaftsbank mit Sitz in Kamen in Nordrhein-Westfalen. Ihr Geschäftsgebiet erstreckte sich von Kamen über Bergkamen nach Werne. Im Jahre 2021 wurde die Volksbank Kamen-Werne eG auf die Dortmunder Volksbank eG verschmolzen.

## Organisationsstruktur
Die Volksbank Kamen-Werne eG war eine Genossenschaftsbank. Rechtsgrundlagen waren das Genossenschaftsgesetz und die durch den Aufsichtsrat erlassene Satzung. Organe der Volksbank waren der Vorstand und der Aufsichtsrat.
Die Marktbereiche waren eingeteilt in das Privatkunden- und Firmenkundengeschäft. Insgesamt beschäftigte die Volksbank Kamen-Werne 88 Mitarbeiter (davon 12 Auszubildende) und betrieb 7 Geschäftsstellen (davon 2 Hauptstellen in Kamen und Werne).

## Geschäftsausrichtung und Geschäftserfolg
Die Volksbank Kamen-Werne eG betrieb als Volksbank das Universalbankgeschäft. Im Verbundgeschäft arbeitete die Volksbank Kamen-Werne eG mit der DZ-Bank, R+V Versicherung, Bausparkasse Schwäbisch Hall, Teambank, VR Leasing, WL-Bank und der Union Investment zusammen.

## Geschichte
Am 10. Juli 1888 wurde der Camener Spar- und Darlehnskassenverein, eingetragene Genossenschaft, zu Camen unter Nr. 1 in das Genossenschaftsregister des königlichen Amtsgerichtes Camen eingetragen.
Die Volksbank Kamen-Werne eG war ein Zusammenschluss der Volksbanken Kamen eG und der Werne eG, die ihren Sitz in Kamen und Werne hatten. Seit 1990 führte das Institut die Bezeichnung Volksbank Kamen-Werne eG.